# Begonia forbesii
Espèce
Begonia forbesii est une espèce de plantes de la famille des Begoniaceae.
L'espèce fait partie de la section Jackia.
Elle a été décrite en 1902 par George King (1840-1909).
En 2018, l'espèce a été assignée à une nouvelle section Jackia, au lieu de la section Reichenheimia.

## Répartition géographique
Cette espèce est originaire des pays suivants : Indonésie ; Malaisie.